# Alfredo Helsby

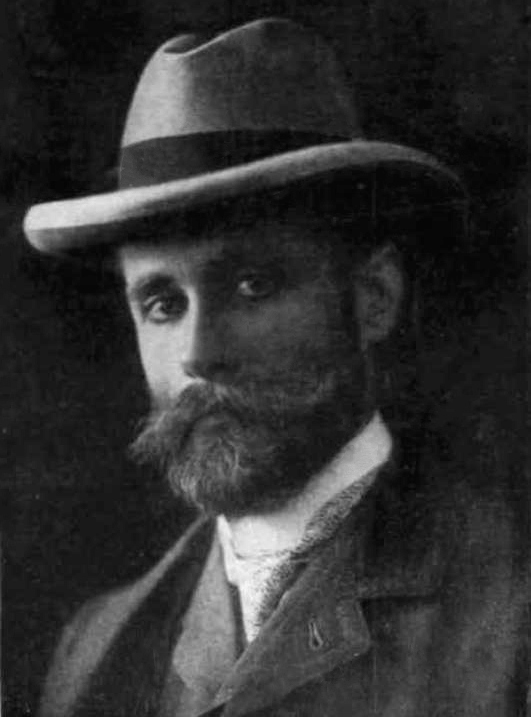
Alfredo Helsby Hazell
1905

Alfredo Helsby Hazell (* 22. Juli 1862 in Valparaíso; † 24. Juli 1933 in Santiago de Chile) war ein chilenischer Maler.
Der Sohn des britischen Photographen William Glaskell Helsby kam durch die Anregung von Thomas Somerscales, den er in Valparaíso kennenlernte, zur Malerei. Später war er Schüler von Alfredo Valenzuela Puelma und Juan Francisco González. 1906 erhielt er ein Stipendium für einen Europaaufenthalt und studierte in Paris bei Jean-Paul Laurens. Mit Valenzuela Puelma organisierte er Ausstellungen chilenischer Maler in London und Paris.
1908 kehrte er nach Chile zurück und lernte den spanischen Maler Fernando Álvarez de Sotomayor kennen, den Inspirator der Generación del Trece. Er schuf ein Porträt von ihm und blieb ihm freundschaftlich verbunden. Von 1914 bis 1920 lebte er in San Francisco, New Orleans und Washington. In New York besuchte er das Atelier von John Joseph Enneking. Für seine Werke (insgesamt sind mehr als 800 Gemälde von ihm bekannt) wurde Helsby mehrfach ausgezeichnet, u. a. mit einem Ersten Preis der Exposición Internacional de Santiago 1900 und einem Zweiten Preis der Exposición Internacional del Centenario 1910.

## Werke
- Orilla del Aconcagua
- Tarde en Providencia
- Arco iris en los canales de Chiloé
- Cordillera
- Iglesia de la Divina Providencia
- Rincón de Londres viejo
- Desde el Corcovado
- Silencio Andino